# Wagner da Silva Souza
Wagner da Silva Souza hay đơn giản Waguininho (sinh ngày 30 tháng 1 năm 1990) là một cầu thủ bóng đá Brasil thi đấu ở vị trí tiền đạo cho Suwon Samsung Bluewings.

## Sự nghiệp
Waguininho gia nhập đội bóng tại K League 2 Bucheon FC 1995 vào tháng 1 năm 2016.